# إدسون هيندريكس
إدسون هيندريكس (بالإنجليزية: Edson Hendricks) هو عالم حاسوب أمريكي، ولد في 1945 في ليموين في الولايات المتحدة.